# راینهارد بردو
راینهارد بردو (انگلیسی: Reinhard Bredow؛ زادهٔ ۶ آوریل ۱۹۴۷) لژسوار اهل آلمان بود.
وی در مسابقات کشوری و بین‌المللی در مجموع برندهٔ ۴ مدال طلا، ۱ مدال نقره، ۲ مدال برنز شده‌است.